# Női labdarúgótorna az 1996. évi nyári olimpiai játékokon
Az 1996. évi nyári olimpiai játékokon a női labdarúgótornát július 23. és augusztus 1. között rendezték. A tornán 8 nemzet csapata vett részt.
Ez volt az első női labdarúgótorna az olimpiák történetében.

## Lebonyolítás
A 8 csapatot 2 darab 4 csapatos csoportba sorsolták. A csoportokban körmérkőzések döntötték el a csoportok végeredményét. A csoportokból az első két helyezett jutott tovább az elődöntőbe, az elődöntők győztesei játszották a döntőt, a vesztesek a bronzéremért mérkőzhettek.

## Játékvezetők
Az első olimpiai női labdarúgótornára 10 játékvezető, és 13 asszisztens meghívására került sor. A FIFA mind a hat tagszövetsége biztosított bírót (Jv) valamint partbírót (PB). Az UEFA 4 Jv - 3 PB; az AFC 1 Jv - 2 PB; a CONCACAF 2 Jv - 3 PB; a COMNEBOL 1 Jv - 2 PB; a CAF 1 Jv - 2 PB; valamint az OFC 1 Jv - 1 PB küldhetett. Sonia Denoncourt lett az első női játékvezető, aki olimpián mérkőzésvezetői szolgálatot teljesíthetett. A játékvezetők közül Sonia Denoncourt és Ingrid Jonsson 3-3 mérkőzést irányíthatott, kettő 2-2, míg 6 bíró egy mérkőzésre kapott küldést. A játékvezetők nem végeztek partbírói tevékenységet. Az asszisztensek közül Gitte Holm illetve María Rodríguez 5-5; Nelly Viennot 4; 2 PB 3-3; 4 PB 2-2, valamint 4 PB 1-1 küldést teljesíthetett.
| Afrika - Gamál al-Gandúr Partbírók - Dramane Danté - Mohamed Hamid Osman Ázsia - Omer Saleh Al Mehannah Partbírók - Cson Jonghjon - Mohammed al-Múszavi Közép-és Észak-Amerika - Benito Archundia - Sonia Denoncourt Partbírók - María Rodríguez - Peter Kelly - Janice Gettemeyer | Dél-Amerika - Cláudia Vasconcelos Partbírók - Carlos Velázquez - Jorge Luis Arango Európa - Bente Skogvang - Pierluigi Collina - José García Aranda - Ingrid Jonsson Partbírók - Nelly Viennot - Gitte Holm - Jurij Dupanov Oceánia - Edward Lennie Partbírók - Lencie Fred |

## Csoportkör
| Színmagyarázat                                          |
| ------------------------------------------------------- |
| A csoportok első két helyezettje bejutott a elődöntőbe. |
| A csoportok harmadik és negyedik helyezettjei kiestek.  |

### E csoport
| Csapat                 | M | Gy | D | V | Rg | Kg | Gk | P |
| ---------------------- | - | -- | - | - | -- | -- | -- | - |
| Kína (CHN)             | 3 | 2  | 1 | 0 | 7  | 1  | +6 | 7 |
| Egyesült Államok (USA) | 3 | 2  | 1 | 0 | 5  | 1  | +4 | 7 |
| Svédország (SWE)       | 3 | 1  | 0 | 2 | 4  | 5  | –1 | 3 |
| Dánia (DEN)            | 3 | 0  | 0 | 3 | 2  | 11 | –9 | 0 |

| 1996. július 21. 16:00 |

| Egyesült Államok (USA)              | 3–0               | Dánia (DEN) |
| ----------------------------------- | ----------------- | ----------- |
| Venturini 37' Hamm 41' Milbrett 49' | (2–0) Jegyzőkönyv |             |

| Citrus Bowl, Orlando Nézőszám: 25 303 Játékvezető: Cláudia Vasconcelos (brazil) |

| 1996. július 21. 16:00 |

| Svédország (SWE) | 0–2               | Kína (CHN)                                                   |
| ---------------- | ----------------- | ------------------------------------------------------------ |
|                  | (0–2) Jegyzőkönyv | Si Kuj-hung (Shi Guihong) 31' Csao Li-hung (Zhao Lihong) 32' |

| Orange Bowl, Miami Nézőszám: 46 724 Játékvezető: al-Gandúr (egyiptomi) |

| 1996. július 23. 18:00 |

| Egyesült Államok (USA)      | 2–1               | Svédország (SWE)     |
| --------------------------- | ----------------- | -------------------- |
| Venturini 15' MacMillan 62' | (1–0) Jegyzőkönyv | Overbeck 64' (öngól) |

| Citrus Bowl, Orlando Nézőszám: 28 000 Játékvezető: Bente Skogvang (norvég) |

| 1996. július 23. 18:00 |

| Dánia (DEN) | 1–5               | Kína (CHN) |
| ----------- | ----------------- | --- |
| Madsen 55'  | (0–4) Jegyzőkönyv | Si Kuj-hung (Shi Guihong) 10' Liu Aj-ling (Liu Ailing) 15' Szun Csing-mej (Sun Qingmei) 29' 59' Fan Jün-csie (Fan Yunjie) 36' |

| Orange Bowl, Miami Nézőszám: 34 871 Játékvezető: Benito Archundia (mexikói) |

| 1996. július 25. 18:30 |

| Egyesült Államok (USA) | 0–0         | Kína (CHN) |
| ---------------------- | ----------- | ---------- |
|                        | Jegyzőkönyv |            |

| Orange Bowl, Miami Nézőszám: 55 650 Játékvezető: Pierluigi Collina (olasz) |

| 1996. július 25. 18:30 |

| Dánia (DEN) | 1–3               | Svédország (SWE)              |
| ----------- | ----------------- | ----------------------------- |
| Jensen 90'  | (0–0) Jegyzőkönyv | Swedberg 62' 68' Videkull 76' |

| Citrus Bowl, Orlando Nézőszám: 17 020 Játékvezető: Cláudia Vasconcelos (brazil) |

### F csoport
| Csapat            | M | Gy | D | V | Rg | Kg | Gk | P |
| ----------------- | - | -- | - | - | -- | -- | -- | - |
| Norvégia (NOR)    | 3 | 2  | 1 | 0 | 9  | 4  | +5 | 7 |
| Brazília (BRA)    | 3 | 1  | 2 | 0 | 5  | 3  | +2 | 5 |
| Németország (GER) | 3 | 1  | 1 | 1 | 6  | 6  | 0  | 4 |
| Japán (JPN)       | 3 | 0  | 0 | 3 | 2  | 9  | –7 | 0 |

| 1996. július 21. 13:30 |

| Németország (GER)                      | 3–2               | Japán (JPN)        |
| -------------------------------------- | ----------------- | ------------------ |
| Wiegmann 5' Tómei 29' (öngól) Mohr 52' | (2–2) Jegyzőkönyv | Kioka 18' Noda 33' |

| Legion Field, Birmingham Nézőszám: 44 211 Játékvezető: Sonia Denoncourt (kanadai) |

| 1996. július 21. 15:00 |

| Norvégia (NOR)          | 2–2               | Brazília (BRA)   |
| ----------------------- | ----------------- | ---------------- |
| Medalen 32' Aarønes 68' | (1–0) Jegyzőkönyv | Pretinha 57' 89' |

| RFK Stadium, Washington Nézőszám: 45 946 Játékvezető: José García Aranda (spanyol) |

| 1996. július 23. 16:30 |

| Brazília (BRA)         | 2–0               | Japán (JPN) |
| ---------------------- | ----------------- | ----------- |
| Kátia 68' Pretinha 78' | (0–0) Jegyzőkönyv |             |

| Legion Field, Birmingham Nézőszám: 26 111 Játékvezető: Ingrid Jonsson (svéd) |

| 1996. július 23. 18:30 |

| Norvégia (NOR)                   | 3–2               | Németország (GER)      |
| -------------------------------- | ----------------- | ---------------------- |
| Aarønes 5' Medalen 34' Riise 65' | (2–1) Jegyzőkönyv | Wiegmann 32' Prinz 62' |

| RFK Stadium, Washington Nézőszám: 28 000 Játékvezető: Edward Lennie (ausztrál) |

| 1996. július 25. 18:30 |

| Norvégia (NOR)                               | 4–0               | Japán (JPN) |
| -------------------------------------------- | ----------------- | ----------- |
| Pettersen 25', 86' Medalen 60' Tangeraas 74' | (1–0) Jegyzőkönyv |             |

| RFK Stadium, Washington Nézőszám: 30 237 Játékvezető: Omar Al-Mehanna (Szaúd-arábiai) |

| 1996. július 25. 18:30 |

| Brazília (BRA) | 1–1               | Németország (GER) |
| -------------- | ----------------- | ----------------- |
| Sissi 53'      | (0–1) Jegyzőkönyv | Wunderlich 4'     |

| Legion Field, Birmingham Nézőszám: 28 319 Játékvezető: Sonia Denoncourt (kanadai) |

## Egyenes kieséses szakasz
|  |                        |                        |                |                |   |                |                |       |
|  | Elődöntők              | Elődöntők              | Elődöntők      |                |   | Döntő          | Döntő          | Döntő |
|  | Elődöntők              | Elődöntők              | Elődöntők      |                |   | Döntő          | Döntő          | Döntő |
|  | július 28.             |                        |                |                |   |                |                |       |
|  |                        |                        |                |                |   |                |                |       |
|  | E1                     | Kína (CHN)             | 3              |                |   |                |                |       |
|  | E1                     | Kína (CHN)             | 3              | augusztus 1.   |   |                |                |       |
|  | F2                     | Brazília (BRA)         | 2              |                |   |                |                |       |
|  | F2                     | Brazília (BRA)         | 2              |                |   | Brazília (BRA) | Brazília (BRA) | 0     |
|  | július 28.             |                        |                |                |   | Brazília (BRA) | Brazília (BRA) | 0     |
|  |                        |                        | Norvégia (NOR) | Norvégia (NOR) | 2 |                |                |       |
|  | F1                     | Norvégia (NOR)         | Norvégia (NOR) | Norvégia (NOR) | 2 | 1              |                |       |
|  | F1                     | Norvégia (NOR)         |                |                |   |                |                |       |
|  | E2                     | Egyesült Államok (USA) | 2              |                |   |                |                |       |
|  | E2                     | Egyesült Államok (USA) | 2              | Bronzmérkőzés  |   |                |                |       |
|  |                        |                        |                |                |   |                |                |       |
|  | augusztus 1.           |                        |                |                |   |                |                |       |
|  |                        |                        |                |                |   |                |                |       |
|  | Kína (CHN)             | Kína (CHN)             | 1              |                |   |                |                |       |
|  | Kína (CHN)             | Kína (CHN)             | 1              |                |   |                |                |       |
|  | Egyesült Államok (USA) | Egyesült Államok (USA) | 2              |                |   |                |                |       |
|  | Egyesült Államok (USA) | Egyesült Államok (USA) | 2              |                |   |                |                |       |

### Elődöntők
| 1996. július 28. 15:00 |

| Kína (CHN)                                                         | 3–2               | Brazília (BRA)          |
| ------------------------------------------------------------------ | ----------------- | ----------------------- |
| Szun Csing-mej (Sun Qingmei) 5' Vej Haj-jing (Wei Haiying) 83' 90' | (1–0) Jegyzőkönyv | Roseli 67' Pretinha 72' |

| Sanford Stadium, Athens Nézőszám: 64 196 Játékvezető: Ingrid Jonsson (svéd) |

| 1996. július 28. 17:30 |

| Norvégia (NOR) | 1–2 (h. u.)            | Egyesült Államok (USA)              |
| -------------- | ---------------------- | ----------------------------------- |
| Medalen 18'    | (1–0, 1–1) Jegyzőkönyv | Akers 76' (11-esből) MacMillan 100' |

| Sanford Stadium, Athens Nézőszám: 64 196 Játékvezető: Sonia Denoncourt (kanadai) |

### Bronzmérkőzés
| 1996. augusztus 1. 18:00 |

| Brazília (BRA) | 0–2               | Norvégia (NOR)  |
| -------------- | ----------------- | --------------- |
|                | (0–2) Jegyzőkönyv | Aarønes 21' 25' |

| Sanford Stadium, Athens Nézőszám: 76 489 Játékvezető: Ingrid Jonsson (svéd) |

### Döntő
| 1996. augusztus 1. 20:30 |

| Kína (CHN)             | 1–2               | Egyesült Államok (USA)     |
| ---------------------- | ----------------- | -------------------------- |
| Szun Ven (Sun Wen) 32' | (1–1) Jegyzőkönyv | MacMillan 19' Milbrett 68' |

| Sanford Stadium, Athens Nézőszám: 76 489 Játékvezető: Bente Skogvang (norvég) |

| Az 1996. évi nyári olimpiai játékok női labdarúgótornájának olimpiai bajnoka |
| · EGYESÜLT ÁLLAMOK · 1. cím                                                  |
| ---------------------------------------------------------------------------- |

## Góllövőlista
4 gólos
- Ann Kristin Aarønes
- Linda Medalen
- Pretinha

3 gólos
- Shannon MacMillan
- Sun Qingmei

## Végeredmény
Az első négy helyezett utáni sorrend nem tekinthető hivatalosnak, mivel ezekért a helyekért nem játszottak mérkőzéseket. Ezért e helyezések meghatározása a következők szerint történt:
1. több szerzett pont
2. jobb gólkülönbség
3. több szerzett gól

A hazai csapat eltérő háttérszínnel kiemelve.
| Helyezés | Csapat                 | M | Gy | D | V | G+ | G– | Gk | P  |
| -------- | ---------------------- | - | -- | - | - | -- | -- | -- | -- |
| Arany    | Egyesült Államok (USA) | 5 | 4  | 1 | 0 | 9  | 3  | +6 | 13 |
| Ezüst    | Kína (CHN)             | 5 | 3  | 1 | 1 | 11 | 5  | +6 | 10 |
| Bronz    | Norvégia (NOR)         | 5 | 3  | 1 | 1 | 12 | 6  | +6 | 10 |
| 4.       | Brazília (BRA)         | 5 | 1  | 2 | 2 | 7  | 8  | –1 | 5  |
|          |                        |   |    |   |   |    |    |    |    |
| 5.       | Németország (GER)      | 3 | 1  | 1 | 1 | 6  | 6  | 0  | 4  |
| 6.       | Svédország (SWE)       | 3 | 1  | 0 | 2 | 4  | 5  | –1 | 3  |
| 7.       | Japán (JPN)            | 3 | 0  | 0 | 3 | 2  | 9  | –7 | 0  |
| 8.       | Dánia (DEN)            | 3 | 0  | 0 | 3 | 2  | 11 | –9 | 0  |